# 日式炒饭
日式炒饭（chāhan），也称为日式烧饭 (日语：焼飯 或 焼き飯)，是一种以大米为主要原料，并添加多种配料和调味料的炒饭。 这道菜通常是煎制，也可以在炒锅中烹制。日式炒饭可能起源于19世纪60年代抵达神户港的中国移民。日式炒饭 是日本家庭的一种主食。一些日本以外的国家的餐厅提供这道菜作为收费的菜品。

## 历史
日式炒饭可能起源于19世纪60年代抵达日本神户港的中国移民。在汉语中，炒飯被称为炒饭，而这些相同的汉字在日语中读作“Chāhan” 。

## 准备

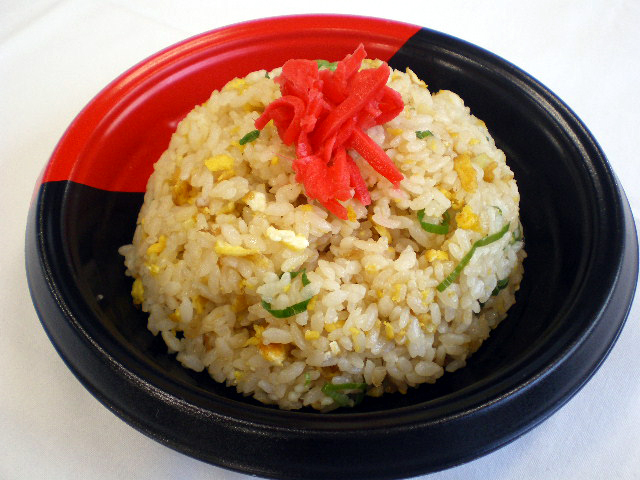
日式炒饭在上菜前可以用塑性的方式进行摆盘。

日式炒饭，通常是油炸煎制的，也可以用锅翻炒。 米饭是主要食材，可以添加多种配料，包括炒鸡蛋、蔬菜、洋葱、大蒜、香菇等食用菌、豆腐、猪肉，以及蟹肉、鱼子和虾等海鲜。炒这道菜时会用到菜籽油、芝麻油和葵花籽油等油。该菜式可以用酱油、蚝油、芝麻油、盐、胡椒和鲣鱼干（一种干燥的金枪鱼片状产品）调味。 紫苏是一种亚洲烹饪香草，也可用于调味炒饭。海苔是一种干燥的可食用海藻产品，可用作装饰。
用热锅快炒这道菜可以防止米饭粘锅，用温热的米饭也可以防止粘锅。 使用预煮和冷藏的米饭也有利于提高烹饪过程。

## 衍生
雪菜炒饭以腌制的荠菜为主要原料。